# José Gabriel Álvarez Ude
José Gabriel Álvarez Ude (Madrid, 18 de marzo de 1876 – 21 de junio de 1958) fue un matemático español, miembro de la Real Academia de Ciencias Exactas, Físicas y Naturales.

## Biografía
Se licenció en ciéncias físico-matemáticas en la Universidad de Madrid. En 1902 consiguió la cátedra de geometría descriptiva de la Universidad de Zaragoza y en 1916 la misma cátedra en la universidad en la que había estudiado, sustituyendo a su maestro Eduardo Torroja y Caballé.
Amplió su formación en Múnich, Leipzig y París con una beca de la JAE. Permaneció en Berlín más de tres meses, dedicándose principalmente a estudiar "Correspondencias geométricas unívocas, no lineales y no unívocas". Asistió en la Universidad a las lecciones de Geometría analítica y de Teoría de líneas y superficies del profesor Johannes Knoblauch, estudiando al mismo tiempo los métodos seguidos en la enseñanza de las Matemáticas en la Universidad, Gimnasios y Realschulen. Después de una corta estancia en Leipzig, continuó los mismos estudios en Múnich, asistiendo a las lecciones de geometría descriptiva y geometría proyectiva del profesor Doehlemann. Por último, se trasladó a París, donde permaneció hasta fin de noviembre, en cuya fecha terminó su pensión.
Preparó unas lecciones sobre "Correspondencias geométricas", que explicó en la Facultad de Ciencias de la Universidad de Zaragoza. Había traducido y anotado, en colaboración con su alumno Rey Pastor, también pensionado, la obra Vorlesungen über neure Geometrie de Moritz Pasch, que apareció en castellano prologada por el propio Pasch. Con esta y otras aportaciones Álvarez contribuyó notablemente a la introducción de las nuevas ideas en geometría descriptiva en España.
Fue actuario del Instituto Nacional de Previsión, secretario de la Asociación Actuarial Matemática de España y vocal del Consejo Superior de Estadística. También dirigió el Laboratorio Matemático, la Sección de Matemáticas en el Instituto-Escuela y la Revista Matemática Hispano-Americana. En 1923, colaboró en la edición de la Enciclopedia Espasa.
En 1927, fue elegido académico de la Real Academia de Ciencias Exactas, Físicas y Naturales y tomó posesión al año siguiente el 31 de marzo de 1928, con el discurso "Seguros sociales, especialmente en lo que a la Matemática se refiere".
Después de la guerra civil, fue suspendido de su cátedra el 8 de febrero de 1940 por un informe anónimo que le atribuía haber militado en partidos de izquierdas y haber sido amigo de Ángel Ossorio y Gallardo. Sin embargo, fue readmitido el 14 de mayo de 1941.

## Obras
- Orden y clase de las superficies alabeadas
- Curvatura de superficies alabeadas
- Triángulos de reducción
- Geometría proyectiva
- La obra matemática de don Eduardo Torroja
- Tratado de Geometría descriptiva